# 324 Bamberga
324 Bamberga è uno degli asteroidi più grandi della Fascia principale, del diametro medio di circa 229,44 km.
Bamberga è quindi uno degli ultimi grandi (oltre i 200 chilometri) asteroidi individuati; fu scoperto il 25 febbraio 1892 da Johann Palisa dall'osservatorio di Vienna, dove lavorava come assistente notturno, utilizzando uno dei due grandi telescopi rifrattori da 27 e 12 pollici. Fu battezzato così in onore della città tedesca di Bamberga dal primo cittadino in persona, il Dr. von Brandt, durante una conferenza.
Ha un periodo di rotazione insolitamente lungo fra i pianetini delle sue dimensioni. La sua classe spettrale è a metà strada fra quella degli asteroidi di tipo C e di tipo P.
L'8 dicembre 1987 è stata osservata un'occultazione di Bamberga; le misure hanno indicato un diametro di circa 228 km, in linea con i risultati dell'IRAS.

## Bamberga nella finzione
Un capitolo del romanzo Space Apprentice (1962) dei fratelli Arkadij e Boris Strugackij è ambientato su Bamberga. Una miniera è situata sull'asteroide e produce immaginarie "perle spaziali".